# Pont de Maisons-Laffitte
Le pont de Maisons-Laffitte appelé aussi pont de la 2e division blindée est un pont routier franchissant la Seine sur une longueur de cent quatre-vingt-dix mètres et reliant les villes de Maisons-Laffitte et Sartrouville. Lors d'un comptage permanent SIREDO effectué en 2008, le trafic moyen journalier annuel s'élevait à 28 614 véhicules. Il fait partie de l'itinéraire de la route départementale 308.